# Apache Tomcat
O Tomcat é um servidor web Java, mais especificamente, um container de servlets. O Tomcat implementa, dentre outras de menor relevância, as tecnologias Java Servlet e JavaServer Pages (JSP) e não é um container Enterprise JavaBeans (EJB).
Desenvolvido pela Apache Software Foundation, é distribuído como software livre. Hoje um projeto independente, foi criado dentro do Apache Jakarta e posteriormente separado, uma vez que o Jakarta foi concluído.
Na época em que foi criado, foi oficialmente endossado pela Sun como a implementação de referência para as tecnologias Java Servlet e JavaServer Pages. Hoje, no entanto, a implementação de referência é o GlassFish.
Ele cobre parte da especificação Java EE com tecnologias como servlet e JSP, e tecnologias de apoio relacionadas como Realms e segurança, JNDI Resources e JDBC DataSources. Ele tem a capacidade de atuar também como servidor web, ou pode funcionar integrado a um servidor web dedicado como o Apache ou o IIS. Como servidor web, ele provê um servidor web HTTP puramente em Java.
O servidor inclui ferramentas para configuração e gerenciamento, o que também pode ser feito editando-se manualmente arquivos de configuração formatados em XML. E por padrão roda na porta 8080.